# Al Alvarez
Alfred Alvarez, írói nevei A. Alvarez, Al Alvarez (London, 1929. augusztus 5. – 2019. szeptember 23.) angol költő, író, esszéíró, kritikus.

## Főbb művei
- The Shaping Spirit (1958)
- The School of Donne (1961)
- The New Poetry (1962)
- Under Pressure (1965)
- Beyond All This Fiddle (1968)
- The Savage God (1972)
- Beckett (1973)
- Hers (1974)
- Hunt (1979)
- Life After Marriage (1982)
- The Biggest Game in Town (1983)
- Feeding the Rat (1989)
- Day of Atonement (1991)
- Night (1995)
- Where Did It All Go Right? (1999)
- Poker: Bets, Bluffs, and Bad Beats (2001)
- New & Selected Poems (2002)
- The Writer's Voice (2005)
- Risky Business (2007)
- Pondlife (2013)

## Magyarul
- Házasság után. Jelenetek a válásból; ford. Novák György, utószó Kopecsni Péter; Európa, Bp., 1987 (Modern könyvtár)
- A nagy menet. Welcome to Las Vegas; ford. Kádár Anikó; Jaffa, Bp., 2008